# Westereiden
Westereiden ist ein Stadtteil von Rüthen im Kreis Soest in Nordrhein-Westfalen. Zum 31. Dezember 2021 hatte die Ortschaft 510 Einwohner. Nördlich von Westereiden verläuft die Bundesautobahn 44 (Dortmund/Unna – Kassel).

## Geschichte
Im Jahre 1256 wurde Westereiden als Occidentalis Eden in einer Urkunde des Klosters Oelinghausen erwähnt. Seit dem Mittelalter gehörte Westereiden zur Gografschaft bzw. zum Gogericht Rüthen im kurkölnischen Herzogtum Westfalen. Im Jahr 1802 fiel das Herzogtum Westfalen an die Landgrafschaft Hessen-Darmstadt. 1806 wurden die Gografschaften aufgelöst und durch Ämter ersetzt. Westereiden gehörte nachfolgend zum Amt Rüthen und ab 1811 zum Schultheißbezirk Oestereiden. 1815 kam Westereiden zum Königreich Preußen und 1816 zum Kreis Lippstadt. 1827/28 wurde der Schultheißbezirk Oestereiden aufgelöst und die Gemeinden Westereiden und Oestereiden entstanden. Sie gehörten zur ländlichen Bürgermeisterei Anröchte, aus der 1843 das Amt Anröchte wurde. 1845 wechselt die Gemeinde Westereiden in das Amt Altenrüthen, das ab 1937 Amt Rüthen hieß. Am 1. Januar 1975 wurde Westereiden aufgrund § 50 Münster/Hamm-Gesetz in die Stadt Rüthen eingemeindet. Anlässlich des 125-jährigen Bestehens des Schützenvereins St. Georg erhielt Westereiden ein neues Wappen, das von Ulrich Grun entworfen wurde.

### Bevölkerungsentwicklung
- 1861: 296 Einwohner
- 1939: 338 Einwohner
- 1950: 409 Einwohner
- 1961: 357 Einwohner
- 1970: 383 Einwohner
- 1974: 422 Einwohner
- 1975: 427 Einwohner
- 2007: 530 Einwohner
- 2012: 477 Einwohner
- 2013: 477 Einwohner
- 2014: 473 Einwohner
- 2021: 510 Einwohner

## Politik
Von 1828 bis 1933 wurde Westereiden von einem Gemeindevorsteher vertreten. Dieser nannte sich ab 1933 Gemeindeschulze und von 1935 bis 1974 Bürgermeister. Seit 1975 besitzt Westereiden einen Ortsvorsteher. Die Funktionen und Kompetenzen der Amtsinhaber waren dabei sehr verschieden.

### Gemeinde- und Ortsvorsteher
- 1821–?: Wittenbrink (Schultheiß)
- 1845–1850: Joseph Kleegraf (Gemeindevorsteher)
- 1850–1868: Peter Eickmann gnt. Kemper
- 1868–1873: Wilhelm Eickhoff gnt. Lübbert
- 1876–1888: Anton Trockel
- 1888–1894: Franz Eickmann gnt. Kemper
- 1894–1901: Gottfried Mues
- 1901–1912: Franz Eickmann gnt. Kemper
- 1912–1919: Heinrich Mues
- 1919–1933: Klemens Wienecke
- 1933–1945: Joseph Rüther (1934 Gemeindeschulze, ab 1935 Bürgermeister)
- 1945–1959: Joseph Rüther
- 1959–1961: Heinrich Biermann
- 1961–1974: Leo Rüther
- 1975–1979: Josef Voß (Ortsvorsteher)
- 1979–1994: Leo Rüther
- 1994–2020: Antonius Krane
- ab 2020: Bernhard Meyer

## Kapelle

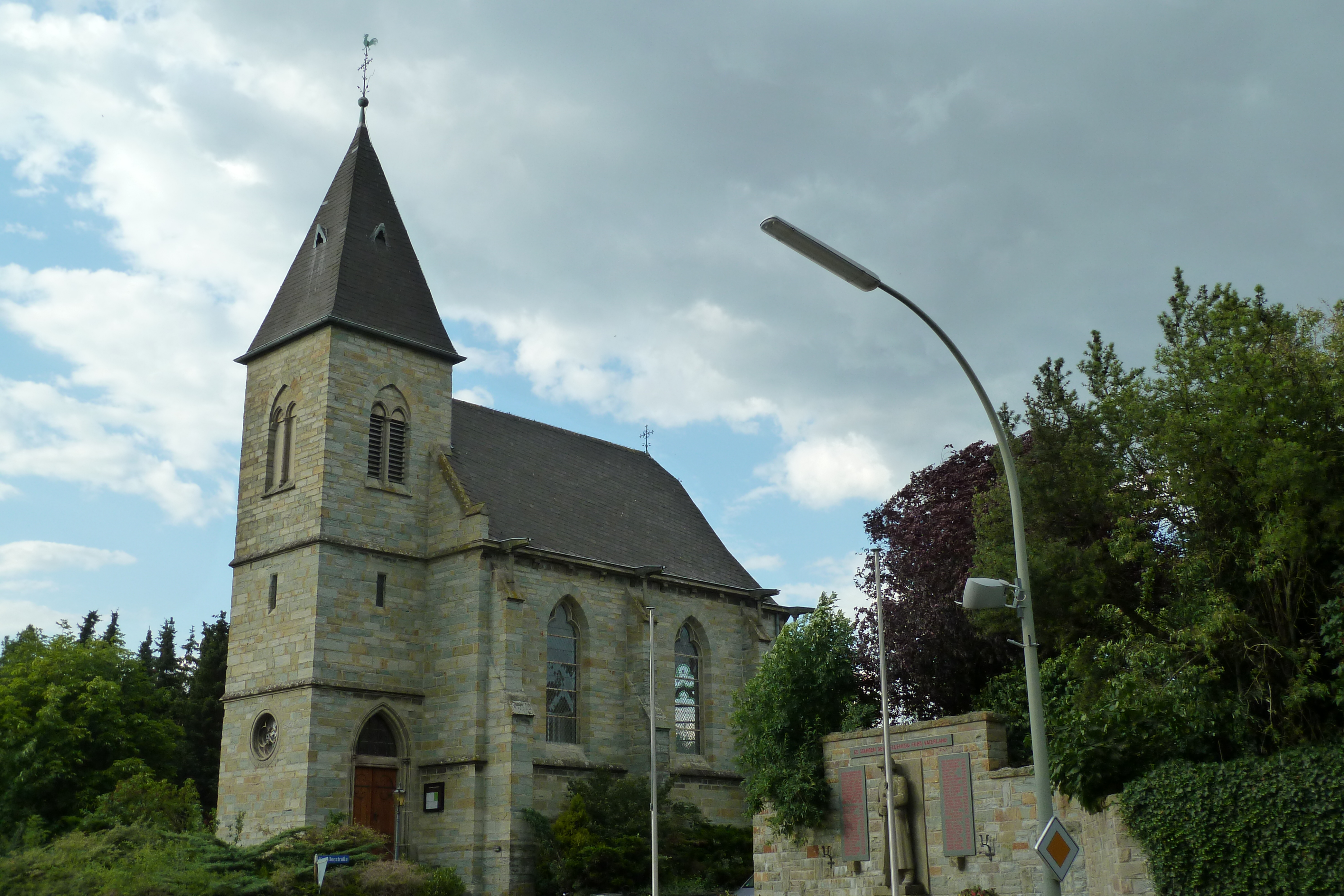
Die St.-Georg-Kapelle

Bereits vor 1597 soll in Westereiden eine katholische Kapelle auf dem Ruiters Hof (Mues-Rüther) gestanden haben. Zum Gedenken an diese Kapelle befindet sich dort heute ein steinernes Kreuz. Die jetzige Kapelle Sankt Georg wurde zwischen 1882 und 1885 errichtet. Neben der Kapelle wurde 1938 ein Ehrenmal für die Gefallenen des Ersten Weltkrieges errichtet.

## Infrastruktur

### Schule
1949 wurde eine einklassige Volksschule errichtet. Sie wurde 1972 aufgelöst und dient seit 1973 als Kindergarten. Die Grundschüler werden in der Luzia-Grundschule im Nachbarort Oestereiden beschult. Zu weiterführenden Schulen gibt es direkte Busverbindungen zum Friedrich-Spee-Gymnasium und zu Maximilian-Kolbe Haupt- und Realschule bzw. seit 2014 zur privaten Sekundarschule in Rüthen.

### Verkehr
Zwei Busverbindungen der Westfalenbus GmbH, die Linie 672 von Rüthen über Menzel nach Oestereiden und die Linie R62 von Rüthen über Oestereiden und Bökenförde, fahren durch Westereiden.

## Vereine
- Schützenverein St. Georg Westereiden e. V.
- Spielmannszug Westereiden
- Theatergruppe Westereiden
- Verein für Heimatpflege und traditionelles Brauchtum Westereiden
- Karnevalsverein Westereiden
- Jung Karnevalisten Westereiden

## Sonstiges
Am 4. September 1987 wurde Westereiden von einer Flutkatastrophe heimgesucht. Die Kläranlage von Westereiden wurde dabei völlig zerstört. Es wurden 200 Liter Niederschlag pro Quadratmeter gemessen.